# 歴史書懇話会
歴史書懇話会（れきししょこんわかい）とは、歴史書を精力的に発行する日本の出版社による団体・互助組織である。略称は歴懇（れきこん）。
1967年に設立準備委員会が発足、翌1968年（昭和43年）6月、7社（御茶の水書房（退会）、学生社、至文堂（退会）、東京大学出版会、塙書房、山川出版社、吉川弘文館）により結成され、学生社の鶴岡阷巳が会長に就任した。
一時期は復刊ドットコムの協力を得た共同復刊企画の歴懇リバイバルと歴懇クラシックなどを展開した。懇意の特設書店（21店舗）などで開催される歴史書ブックフェア（歴史書懇話会フェア）、隔月刊の『歴史書通信』の発行など、様々な歴史書の普及事業を行っている。事務局は、会員社である吉川弘文館の本社ビル内にある。
会員社は、歴史図書総目録を刊行する「歴史図書目録刊行会」も構成していた。2022年版をもって休刊となった。

## 歴史書通信
歴史書通信（れきししょつうしん）は歴史書懇話会が発行する歴史出版物の無料PR誌である。1973年6月に書店への販促を志向した季刊誌として創刊された。1984年4月の64号より隔月刊に変更、誌面もリニューアルされた。163号（2006年1月）からは、歴史書懇話会公式ウェブサイトでも、PDF ファイルで通読できる。
会員社以外の書籍も多く掲載している（下記の節を参照）。

## 会員社
2024年3月現在の会員社は以下の7社である。
- 明石書店（1995年6月 - ）
- 同成社（1995年6月 - ）
- 塙書房（1968年6月 - ）
- 法藏館（2001年9月 - ）
- ミネルヴァ書房（2009年4月 - 2011年6月休会 - 2012年復会[6] - ）
- 山川出版社（1968年6月 - ）
- 吉川弘文館（1968年6月 - ）

### 過去の会員社
2012年以前において、特に注記のないものの出典は「年表・歴史書懇話会の45年」（『歴史書通信』第200号）。
- 御茶の水書房（1968年6月 - 1987年6月退会）
- 至文堂（1968年6月 - 2003年6月休会 - 2004年6月退会）
- 学生社（1968年6月 - 2012年休会[6] - 2013年退会[8]）
- 東京大学出版会（1968年6月 - 2013年休会[9] - 2014年退会[10]）
- 青木書店（1969年7月 - 2013年休会[9] - 2014年退会[10]）
- 福村出版（1969年7月 - 1978年12月退会）
- みすず書房（1970年8月 - 1998年6月休会 - 1999年6月退会）
- 校倉書房（1970年8月 - 2018年退会[11][12]）
- 創元社（1971年8月 - 1984年12月退会）
- 法政大学出版局（1971年12月 - 1998年2月休会 - 1999年6月退会）
- 大明堂（1974年1月 - 2003年6月休会 - 2004年1月退会[13]）
- 勁草書房（1975年7月 - 1981年7月退会）
- 社会思想社（1975年7月 - 1992年6月休会 - 1993年6月退会）
- 雄山閣出版（1975年7月 - 2000年6月休会 - 2001年1月退会）
- 東京堂出版（1975年7月 - 2019年6月28日退会[14]）
- 近藤出版社（1979年7月 - 1992年1月退会）
- 刀水書房（1981年7月 - 2019年6月28日退会[14]）
- 思文閣出版（1984年6月 - 2017年休会[15] - 2018年退会[11]）
- 同朋舎（1985年6月 - 1997年6月休会 - 1998年6月退会）
- 六興出版（1986年6月 - 1992年7月退会[16]）
- 大月書店（1990年6月 - 2009年6月休会 - 2010年6月退会）
- 平凡社（1991年4月 - 1995年6月休会 - 1996年6月退会）
- 柏書房（1992年9月 - 2010年6月休会 - 2011年6月退会）
- 恒文社（1994年6月 - 2002年6月休会 - 2003年6月退会）
- 京都大学学術出版会（2005年6月 - 2008年6月退会）
- 汲古書院（2009年4月 - 2014年8月休会[17] - 2015年退会[18]）
- 新人物往来社（2009年4月 - 2013年退会[8][19]）

## 歴史書通信に掲載の出版社
歴史書懇話会会員以外の出版物も掲載される。
2023年の掲載例として、和泉書院、岩田書院、戎光祥出版、風間書房、汲古書院、慶應義塾大学出版会、現代書館、高志書院、皓星社、志学社、青史出版、東京堂出版、刀水書房、文学通信、八木書店などがある。